# Francisco Javier Toledo
Francisco Javier Toledo Rivera (1959. szeptember 30. – San Pedro Sula, 2006. augusztus 3.) hondurasi válogatott labdarúgó.

## Pályafutása

### Klubcsapatban
1978 és 1984, illetve 1986 és 1988 között a Marathón, 1985-ben a Tela Timsa, 1988 és 1989 között az Olimpia játékosa volt. 

### A válogatottban
1979 és 1987 között szerepelt a hondurasi válogatottban. Részt vett az 1982-es világbajnokságon, de egyetlen csoportmérkőzésen sem lépett pályára.

## Sikerei, díjai
CD Marathón
- Hondurasi bajnok (1): 1979

Honduras
- CONCACAF-bajnokság (1): 1981